# Löf (patientförsäkring)
Löf (Löf regionernas ömsesidiga försäkringsbolag) är ett svenskt försäkringsbolag inom patientförsäkring.
Löf är ett ömsesidigt bolag som försäkrar regionernas ansvar gentemot patienter som skadas i samband med hälso-, sjuk- och tandvård. Sveriges regioner är ägare av Löf. Bolaget står under Finansinspektionens tillsyn. Huvudkontoret finns vid Södra station i Stockholm.

## Patientförsäkring enligt lag
Den som drabbas av en skada inom sjuk- eller tandvård kan ha rätt till ekonomisk ersättning enligt patientskadelagen. Patientskadelagen kräver att offentliga samt privata vårdgivare har en gällande försäkring, patientförsäkring, för eventuella skador som en patient kan drabbas av under en behandling. För patienter som vårdas av regionerna eller av vårdgivare med regionavtal gäller patientförsäkring i Löf, sammantaget 90 % av all hälso-, sjuk- och tandvård i Sverige.

## Anmälningar och ersättning
Ca 18 000 anmälningar skickas in till Löf per år, och ca 40 % av anmälningarna leder till ersättning. Enligt patientskadelagen lämnas ersättning om skadan hade kunnat undvikas vid vård och behandling av en erfaren specialist. Man kan inte erhålla ersättning enbart för att behandlingen inte leder till önskat resultat. Utredningen och bedömningen av alla skador som anmäls görs enligt aktuell lagstiftning, se bl.a. patientskadelagen, och gällande försäkringsvillkor. Ersättning beräknas enligt reglerna i skadeståndslagen.
Skador inom ortopedi, tandvård, distriktsvård och kirurgi är de som anmäls mest till Löf. Vanligast är de skador som inträffar i samband med själva operationen. Andra vanliga skador är merskador på grund av försenad eller utebliven diagnos.
Under 2019 betalades det ut knappt 610 miljoner kronor i ersättningar till patienter och efterlevande i hela landet.

## Patientsäkerhet
Löf har som ett av sina uppdrag att arbeta för en ökad patientsäkerhet i svensk sjukvård. Löf verkar genom att stödja sina ägare samt professionella organisationer i deras pågående patientsäkerhetsarbete.

## Historik
På 50-talet diskuterades möjligheterna att skapa ett rättvist ersättningssystem för patienter som skadades inom sjukvården. I riksdagen var frågan en ständigt återkommande motion under många år. I början av 70-talet kom man fram till att ersättningsfrågan borde kunna lösas med en frivillig försäkring. Både offentliga och privata vårdgivare var villiga att prova modellen.
Före 1975 var skadeståndstalan i domstol enda möjligheten att få ersättning, då den skadade själv måste bevisa att vårdpersonalen varit försumlig eller vårdslös. Rätten till ersättning blev ofta beroende av att den skadade hade initiativkraft, ekonomiskt stöd och kunnig juridisk rådgivare.
De första avtalen om patientförsäkring tecknades 1975 mellan landstingen och ett konsortium bestående av Folksam, Länsförsäkringsbolagen AB, Skandia och Trygg-Hansa. Även övriga offentliga och privata vårdgivare tecknade försäkringsavtal med konsortiet. Konsortiet upphörde 1994 p.g.a. att samarbetet i konsortieform ansågs som otillåten konkurrensbegränsning, enligt den konkurrenslag som trädde i kraft 1993. För att bibehålla en samlad försäkringslösning bildade landstingen och kommunerna ett eget försäkringsbolag, Landstingens Ömsesidiga Försäkringsbolag (Löf).
År 1992 tillsattes en statlig utredning som föreslog att patientförsäkringen skulle regleras i lag. Patientskadelagen gäller sedan 1 januari 1997. Den tidigare frivilliga försäkringen blev i och med patientskadelagens tillkomst obligatorisk för såväl privata som landstings- och kommunala vårdgivare.
Personskadereglering AB (PSR), var ett helägt dotterbolag till Landstingens Ömsesidiga Försäkringsbolag (Löf) fram till 31 december 2009. PSR ansvarade för bedömningen och skaderegleringen av de skadeanmälningar som årligen kom in till Löf. Från och med 1 januari 2010 slogs PSR:s verksamhet samman med Löf:s.
I december 2020 bytte Löf juridiskt namn från Landstingens Ömsesidiga Försäkringsbolag till Löf regionernas ömsesidiga försäkringsbolag. I dagligt tal används dock namnet Löf fortfarande.